# Chlorid bismutitý
Chlorid bismutitý (chemický vzorec BiCl3) je sněhobílá krystalická látka, která se na vlhkém vzduchu roztéká. Vodou totiž dochází k jeho štěpení za vzniku oxychloridu bismutitého BiOCl.
Bi3+ + Cl− + H2O → BiOCl (s) + 2 H+
S chloridy alkalických kovů nebo chloridem amonným NH4Cl tvoří chlorid bismutitý komplexní sloučeniny chlorobismutitany, které existují převážně ve dvou typech – tetrachlorobismutitany [BiCl4]− a pentachlorobismutitany [BiCl5]2−.

## Příprava
Chlorid bismutitý se vyrábí přímou syntézou z prvků, kdy se nechá přes rozžhavený bismut přecházet suchý chlór:
2 Bi + 3 Cl2 → 2 BiCl3
Alternativní metodou je rozpouštění oxidu bismutitého Bi2O3 v kyselině chlorovodíkové HCl nebo bismutu Bi v lučavce královské (směs HCl a HNO3 v poměru 3:1). Přebytečná kapalina se oddestiluje bez přístupu vzduchu:
Bi2O3 + 6 HCl → 2 BiCl3 + 3 H2O
Bi + 3 HCl + HNO3 → BiCl3 + 2 H2O + NO
Sloučeninu lze také získat rozpouštěním bismutu v koncentrované kyselině dusičné HNO3 a následným přidáním pevného chloridu sodného NaCl do roztoku:
Bi + 6 HNO3 → Bi(NO3)3 + 3 H2O + 3 NO2
Bi(NO3)3 + 3 NaCl → BiCl3 + 3 NaNO3

## Použití
Používá se k přípravě několika dalších solí bismutu a je používá se jako složka v barvivech a kosmetice.
V organické syntéze se používá jako katalyzátor. Zejména katalyzuje reakci Michaelovu reakci a Mukaiyamovu aldolovou adici. Přídavkem jiného kovového jodidu se zvyšuje jeho katalytická aktivita.